# Life in the Fast Lane
"Life in the Fast Lane" é uma música escrita por Joe Walsh, Glenn Frey e Don Henley, gravada pela banda Eagles.
É o terceiro single do álbum Hotel California.

## Contenu
La chanson raconte l'histoire d'un couple qui pousse son mode de vie excessif jusqu'à la limite. Lors de l'émission In the Studio with Redbeard, Glenn Frey a révélé que le titre lui était venu un jour alors qu'il roulait sur l'autoroute avec un dealer connu sous le nom de " The Count ". Frey a demandé au dealer de ralentir et celui-ci lui a répondu : " Qu'est-ce que tu veux dire ? Dans cette même interview, Frey a indiqué que le riff central de la chanson avait été joué par Walsh pendant que le groupe s'échauffait en répétition et qu'on avait dit à Walsh de "garder ça ; c'est une chanson". Don Henley a rappelé que la "chanson est en fait née du premier riff de guitare". Un jour, en répétition, Joe [Walsh] a sorti ce riff de fou et j'ai dit "Qu'est-ce que c'est que ça ? Henley et Frey, les principaux paroliers du groupe, ont ensuite écrit les paroles de la chanson.

## Receção da crítica
Cash Box disse que "com a influência de Joe Walsh, os Eagles estão mais duros e divertidos do que nunca aqui." Record World disse que é "o rocker mais duro do álbum, dominado por uma linha de guitarra com a assinatura de Walsh. " Em 2016, os editores da Rolling Stone classificaram "Life in the Fast Lane" como a oitava melhor canção dos Eagles. Em 2017, a Billboard classificou a canção em quarto lugar na sua lista das 15 melhores canções dos Eagles, e em 2019, a Rolling Stone classificou a canção em oitavo lugar na sua lista das 40 melhores canções dos Eagles.

## Paradas
Singles
| Ano  | Single                  | Parada                | Posição |
| ---- | ----------------------- | --------------------- | ------- |
| 1977 | "Life In The Fast Lane" | Billboard Pop Singles | 11      |